# Ultros
Ultros é um jogo Metroidvania de 2024 desenvolvido pela Hadoque e publicado pela Kepler Interactive. Os jogadores controlam um viajante espacial que acorda em uma nave alienígena que aprisiona um demônio. Está disponível para Microsoft Windows, Xbox Series X/S, Nintendo Switch, macOS, PlayStation 4 e PlayStation 5.
Ultros recebeu críticas geralmente positivas dos críticos.

## Jogabilidade
Os jogadores controlam um viajante espacial que acorda em uma nave espacial chamada Sarcófago, que aprisiona um demônio chamado Ultros. Os jogadores devem impedir que os Ultros acordem. A nave ficou coberta de vegetação e vários alienígenas vivem a bordo. Interagir com esses alienígenas pode dar aos jogadores sementes, que podem se transformar em plantas comestíveis. Por causa de um loop temporal interminável, alguns dos alienígenas enlouqueceram e agora são chefes que devem ser derrotados em combate. Os jogadores têm diferentes tipos de ataques. Comer plantas e chefes derrotados permite que os jogadores aumentem suas habilidades. Fazer ataques de precisão com habilidades avançadas para derrotar chefes dá aos jogadores power-ups mais poderosos. O loop temporal permite que os jogadores retornem ao início do jogo. Embora alguns aspectos sejam mantidos, as habilidades dos jogadores são redefinidas após cada loop; no entanto, suas habilidades agora são mais fáceis de aumentar. O mundo também muda com base nas escolhas dos jogadores em loops temporais anteriores, que podem abrir áreas anteriormente inacessíveis. Isso geralmente é feito pulando em plataformas, como nos jogos Metroidvania. Morrer faz com que os jogadores retornem ao seu último ponto de salvamento.

## Desenvolvimento
O artista, Niklas Åkerblad, disse que queria criar um mundo coerente. Quando criança, ele acreditava que Sonic the Hedgehog era mais coerente do que a série concorrente Super Mario, que ele disse que parecia "um amálgama de ideias muito diferentes". O design do Sarcófago foi influenciado pela representação de Cthulhu por H. P. Lovecraft, que mantém uma influência em nossa realidade, apesar de estar preso em outro lugar. Åkerblad queria evocar o terror e a maravilha com temas ecológicos de Nausicaä do Vale do Vento e a dificuldade de se comunicar com uma inteligência não humana de Close Encounters of the Third Kind.  A mecânica do loop temporal foi projetada para imitar o carma, de modo que as ações em uma vida fossem transferidas para a próxima. Os desenvolvedores também queriam que os jogadores pudessem experimentar decisões de diferentes perspectivas. O estúdio está sediado na Suécia, mas o compositor Oscar Rydelius viajou para o Peru para gravar instrumentos indígenas e sons ambientes na floresta amazônica. Ele então mudou os sons e experimentou encontrar maneiras de equilibrar, fazendo-os soar familiares e sobrenaturais. Ultros foi lançado para macOS, PlayStation 4, PlayStation 5 e Windows em 13 de fevereiro de 2024 e para Nintendo Switch e Xbox Series X/S um ano depois, em 13 de fevereiro de 2025.

## Recepção
Ultros recebeu avaliações positivas no Metacritic.
Embora a Rock Paper Shotgun tenha chamado de "vibrante e sempre interessante", eles disseram que a execução fica aquém de sua promessa. A GameSpot disse que sua complexidade pode ocasionalmente ser frustrante, mas é uma "aventura envolvente ambientada em um mundo visualmente memorável". Comparando-o com o trabalho de Ovídio, a Eurogamer elogiou como Ultros mudou o foco de um jogo Metroidvania de exploração para transformar o mundo, além de ter excelente combate, arte e música. GamesRadar+ chamou-o de "único e fresco". Eles gostaram da exploração e disseram que nunca se sentiram entediados ao retornar a locais onde já haviam estado. O TechRadar o chamou de "delicioso de jogar" e elogiou a arte, a história e os controles. Embora eles tenham dito que é "um Metroidvania fantástico", eles acharam algumas das lutas um pouco fáceis demais.
Push Square disse que Ultros tem uma arte impressionante e memorável, mas eles sentiram que o combate e os controles não corresponderam a esses altos.

### Prêmios
| Ano  | Cerimonia                     | Categoria                                     | Resultado      | Ref.   |
| ---- | ----------------------------- | --------------------------------------------- | -------------- | ------ |
| 2024 | Golden Joystick Awards        | Best Indie Game                               | Indicado       | [ 17 ] |
| 2025 | New York Game Awards          | Chumley’s Speakeasy Award for Best Hidden Gem | Pendente       | [ 18 ] |
| 2025 | Game Developers Choice Awards | Best Visual Art                               | Menção honrosa | [ 19 ] |
| 2025 | Independent Games Festival    | Excellence in Visual Arts                     | Menção honrosa | [ 20 ] |

## Ligações Externas
- Ultros
- Ultros no MobyGames
- Ultros. no IMDb.